# Carlos Perreau de Pinninck Doménech
Carlos Perreau de Pinninck Doménech (Madrid, 5 marzo 1953) è un politico e imprenditore spagnolo, membro del Raggruppamento Ruiz-Mateos ed europarlamentare dal 1989 al 1994.

## Biografia

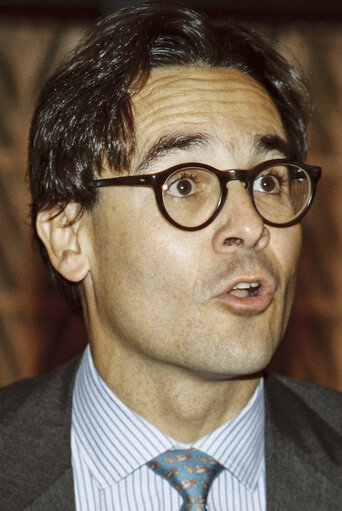
Carlos Perreau de Pinninck Doménech nel 1993

Proveniente da una famiglia aristocratica che gli tramandò il titolo di barone, Carlos Perreau de Pinninck Doménech si laureò in giurisprudenza presso l'Università di Deusto e studiò management presso l'Università Pontificia Comillas di Madrid. Dal 1977 al 1986 rivestì posizioni dirigenziali presso il Banco Urquijo e la Citibank, occupandosi in particolare di mercato dei capitali. Tra il 1987 e il 1989 fu managing director della Common Sense SA.
Nel 1988 sposò Begoña, figlia dell'imprenditore José María Ruiz-Mateos. Insieme al suocero, Carlos creò il Raggruppamento Ruiz-Mateos, un partito politico di ispirazione conservatrice.
In occasione delle elezioni del 1989, sia Perrau che Ruiz-Mateos vennero eletti al Parlamento europeo quando il loro movimento politico ottenne due seggi. Con la vittoria elettorale, Ruiz-Mateos ottenne l'immunità parlamentare di cui si servì per i processi in cui era coinvolto.
Inizialmente, Carlos Perreau aderì ai Non iscritti, ma nel settembre 1989 si unì all'Alleanza Democratica Europea. Fu membro della commissione per i bilanci e della commissione per le petizioni.
Ricandidatosi alle europee del 1994, non risultò eletto poiché il partito non superò la soglia di sbarramento.
Nel 2003 divenne socio di una società privata e in seguito aderì alla Fundación Joan Boscà, una fondazione privata per la promozione dell'unità nazionale spagnola.
Dalla moglie Begoña, ebbe sei figli. In seguito al divorzio, ebbe una lunga relazione con Veva Fernández-Longoria, figlia di un ambasciatore spagnolo e vedova di un ricco finanziere.